# Бруначчи, Винченцо
Винченцо Бруначчи (итал. Vincenzo Brunacci; 3 марта 1768 года, Флоренция, Италия — 16 июня 1818 года, Павия, Королевство Италия) — итальянский математик, профессор высшей математики в Павийском университете. Последователь Лагранжа; известные ученики — Оттавиано Моссосити, Антонио Бордони и Габрио Пиола.

## Биография

Quale tra le pratiche usate in Italia per la dispensa delle acque, 1814

Брунначчи изучал медицину, астрономию и математику в Пизанском университете. В 1788 году начал преподавать математику в Морском институте в Ливорно. Поддержал вход войск Наполеона в ходе итальянской кампании 1796 году, впоследствии из-за этого после австрийского контрнаступления в 1799 году вынужден был выехать во Францию. В 1800 году по возвращении получил место в Пизанском университете, в 1801 году получил должность профессора высшей математики и пост декана в Павийском универсетите.
Поддерживал идеи Лагранжа, разработанные в «Théorie des fonctions analytiques», в частности считал, что концепция бесконечно малых величин должна была быть исключена из анализа и механики, преподавал в университете анализ в духе исчисления Лагранжа вопреки установленным правилам.
В 1805 году был членом комитета по проектированию Павийского канала, в следующем году назначен инспектором дорог и водных путей. В 1809 году стал членом в итальянской палаты мер и весов, с 1811 года — инспектор народного образования Королевства Италии.
Умер в Павии в 1818 году.

## Труды
- Opuscolo analitico, (1792).
- Calcolo integrale delle equazioni lineari, (1798).
- Corso di matematica sublime, 4 vol., Firenze, (1804—1807).
- Elementi di algebra e di geometria, 2 vol., Firenze, (1809).
- Trattato dell’ariete idraulico, (1810).
- Quale tra le pratiche usate in Italia per la dispensa delle acque, 1814

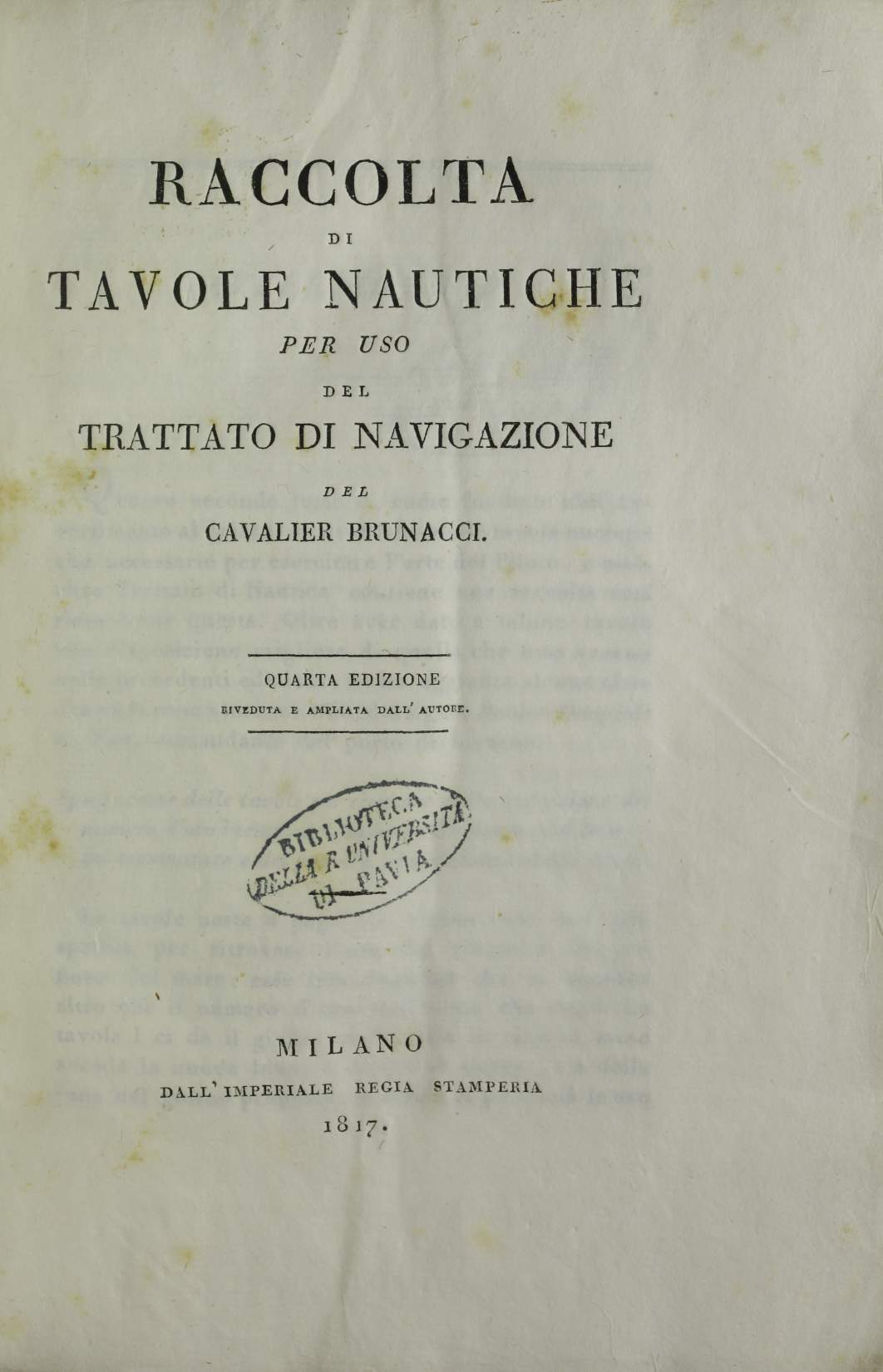
Trattato di navigazione, 1817

- Trattato di navigazione, 1817